# Modena Football Club 1947-1948
Questa voce raccoglie le informazioni riguardanti il Modena Football Club nelle competizioni ufficiali della stagione 1947-1948.

## Stagione
Lo storico terzo posto centrato nel campionato 1946-47 valse a Mazzoni la riconferma sulla panchina modenese. Nel Campionato 1947-48 il rendimento del Modena non fu straordinario come nell'annata precedente, ma la squadra riuscì comunque ad aggiudicarsi un buon quinto posto (a pari merito con l'Atalanta, che vantava però una migliore differenza reti). Protagonista del campionato emiliano fu il centravanti Francesco Pernigo, a segno per 18 volte in 37 partite: i suoi gol gli valsero la chiamata della Nazionale italiana per le Olimpiadi di Londra. Furono convocati in maglia azzurra anche Maino Neri, Enzo Menegotti e Valerio Cassani.

## Rosa
| N. |                   | Ruolo | Calciatore           |
| -- | ----------------- | ----- | -------------------- |
|    | Italia (bandiera) | P     | Andrea Carlo Corazza |
|    | Italia (bandiera) | P     | Ivano Corghi         |
|    | Italia (bandiera) | D     | Renato Braglia       |
|    | Italia (bandiera) | D     | Arturo Silvestri     |
|    | Italia (bandiera) | D     | Primo Sentimenti     |
|    | Italia (bandiera) | D     | Danilo Vecchi        |
|    | Italia (bandiera) | C     | Enzo Menegotti       |
|    | Italia (bandiera) | C     | Maino Neri           |
|    | Italia (bandiera) | C     | Ermanno Malinverni   |
|    | Italia (bandiera) | C     | Valerio Cassani      |

| N. |                   | Ruolo | Calciatore             |
| -- | ----------------- | ----- | ---------------------- |
|    | Italia (bandiera) | C     | Lidio Stefanini        |
|    | Italia (bandiera) | C     | Renato Cavalieri       |
|    | Italia (bandiera) | A     | Sergio Bertoni         |
|    | Italia (bandiera) | A     | Francesco Pernigo      |
|    | Italia (bandiera) | A     | Serafino Romani        |
|    | Italia (bandiera) | A     | Walter Del Medico      |
|    | Italia (bandiera) | A     | Giovan Battista Fabbri |
|    | Italia (bandiera) | A     | Brenno Milani          |
|    | Italia (bandiera) | A     | Giuliano Giovetti      |

## Risultati

### Serie A

#### Girone di andata
| 14 settembre 1947 1ª giornata | Inter | 1 – 1 referto | Modena |  |

| 21 settembre 1947 2ª giornata | Modena | 1 – 1 referto | Fiorentina |  |

| 28 settembre 1947 3ª giornata | Lazio | 1 – 0 referto | Modena |  |

| 5 ottobre 1947 4ª giornata | Modena | 3 – 0 referto | Livorno |  |

| 12 ottobre 1947 5ª giornata | Atalanta | 2 – 1 referto | Modena |  |

| 19 ottobre 1947 6ª giornata | Modena | 3 – 2 referto | Genoa |  |

| 26 ottobre 1947 7ª giornata | Vicenza | 0 – 0 referto | Modena |  |

| 2 novembre 1947 8ª giornata | Bari | 1 – 1 referto | Modena |  |

| 23 novembre 1947 10ª giornata | Modena | 1 – 0 referto | Alessandria |  |

| 30 novembre 1947 11ª giornata | Salernitana | 1 – 0 referto | Modena |  |

| 7 dicembre 1947 12ª giornata | Napoli | 5 – 1 referto | Modena |  |

| 21 dicembre 1947 13ª giornata | Modena | 1 – 1 referto | Bologna |  |

| 28 dicembre 1947 14ª giornata | Milan | 2 – 1 referto | Modena |  |

| 1 gennaio 1948 15ª giornata | Modena | 0 – 0 referto | Triestina |  |

| 4 gennaio 1948 16ª giornata | Juventus | 0 – 1 referto | Modena |  |

| 11 gennaio 1948 17ª giornata | Modena | 3 – 0 referto | Lucchese |  |

| 18 gennaio 1948 18ª giornata | Modena | 1 – 0 referto | Pro Patria |  |

| 25 gennaio 1948 19ª giornata | Sampdoria | 0 – 0 referto | Modena |  |

| 1 febbraio 1948 20ª giornata | Modena | 0 – 3 referto | Torino |  |

| 8 febbraio 1948 21ª giornata | Roma | 0 – 0 referto | Modena |  |

#### Girone di ritorno
| 15 febbraio 1948 22ª giornata | Modena | 2 – 0 referto | Inter |  |

| 22 febbraio 1948 23ª giornata | Fiorentina | 4 – 2 referto | Modena |  |

| 29 febbraio 1948 24ª giornata | Modena | 2 – 0 referto | Lazio |  |

| 7 marzo 1948 25ª giornata | Livorno | 1 – 1 referto | Modena |  |

| 14 marzo 1948 26ª giornata | Modena | 2 – 0 referto | Atalanta |  |

| 21 marzo 1948 27ª giornata | Genoa | 2 – 0 referto | Modena |  |

| 28 marzo 1948 28ª giornata | Modena | 2 – 0 referto | Vicenza |  |

| 11 aprile 1948 29ª giornata | Modena | 2 – 0 referto | Bari |  |

| 25 aprile 1948 31ª giornata | Alessandria | 0 – 0 referto | Modena |  |

| 2 maggio 1948 32ª giornata | Modena | 1 – 0 referto | Salernitana |  |

| 6 maggio 1948 33ª giornata | Modena | 1 – 0 referto | Napoli |  |

| 9 maggio 1948 34ª giornata | Bologna | 3 – 3 referto | Modena |  |

| 23 maggio 1948 35ª giornata | Modena | 1 – 0 referto | Milan |  |

| 27 maggio 1948 36ª giornata | Triestina | 1 – 0 referto | Modena |  |

| 30 maggio 1948 37ª giornata | Modena | 0 – 1 referto | Juventus |  |

| 6 giugno 1948 38ª giornata | Lucchese | 2 – 0 referto | Modena |  |

| 13 giugno 1948 39ª giornata | Pro Patria | 0 – 1 referto | Modena |  |

| 20 giugno 1948 40ª giornata | Modena | 1 – 1 referto | Sampdoria |  |

| 27 giugno 1948 41ª giornata | Torino | 5 – 2 referto | Modena |  |

| 4 luglio 1948 42ª giornata | Modena | 3 – 0 referto | Roma |  |

## Statistiche

### Statistiche di squadra
| Competizione | Punti | In casa | In casa | In casa | In casa | In casa | In casa | In trasferta | In trasferta | In trasferta | In trasferta | In trasferta | In trasferta | Totale | Totale | Totale | Totale | Totale | Totale | DR |
| Competizione | Punti | G       | V       | N       | P       | Gf      | Gs      | G            | V            | N            | P            | Gf           | Gs           | G      | V      | N      | P      | Gf     | Gs     | DR |
| ------------ | ----- | ------- | ------- | ------- | ------- | ------- | ------- | ------------ | ------------ | ------------ | ------------ | ------------ | ------------ | ------ | ------ | ------ | ------ | ------ | ------ | -- |
| Serie A      | 44    | 20      | 14      | 4       | 2       | 30      | 9       | 20           | 2            | 8            | 10           | 15           | 31           | 40     | 16     | 12     | 12     | 45     | 40     | +5 |

### Statistiche dei giocatori
| Giocatore     | Serie A  | Serie A |
| Giocatore     | Presenze | Reti    |
| ------------- | -------- | ------- |
| S. Bertoni    | 39       | 6       |
| R. Braglia    | 40       | 0       |
| V. Cassani    | 21       | 2       |
| R. Cavalieri  | 1        | 0       |
| A. Corazza    | 27       | -23     |
| I. Corghi     | 13       | -17     |
| W. Del Medico | 17       | 3       |
| G.B. Fabbri   | 14       | 1       |
| G. Giovetti   | 1        | 0       |
| E. Malinverni | 33       | 1       |
| E. Menegotti  | 40       | 3       |
| B. Milani     | 5        | 0       |
| M. Neri       | 38       | 1       |
| F. Pernigo    | 37       | 18      |
| S. Romani     | 32       | 2       |
| P. Sentimenti | 23       | 8       |
| A. Silvestri  | 39       | 0       |
| L. Stefanini  | 19       | 0       |
| D. Vecchi     | 1        | 0       |